# NAKED SPY
NAKED SPY（ネイキッドスパイ）は、日本のロックバンド。OfficeV所属。VATHOKIJA(ex. STEPPEN THE BLUE)のボーカリスト・KEN石川のソロプロジェクトとしてKEN ISHIKAWA'S NAKED SPYという形で立ち上げる。12月1日 ミニアルバム「FIRST MISSION」をリリース。内容はKEN石川が一人でプログラミング、ギター、ベース、ボーカル全てをレコーディングしたもの。その中から雑誌WE ROCK VOL.21の付録CDに「DOOMSDAY」が収録される。2010年結成。ここに書かれているのはあくまで人間にわかるように書かれた内容であり真実は墓から這い出したゾンビKEN石川が人間社会をSPYする為に人間ではないものを集め音楽という媒体を通して表現している団体である。

## メンバー
KEN石川
ボーカル
NAKED SPYと並行しVATHOKIJAとしてもボーカルを担当。以前はSTEPPEN THE BLUE , BLOW UPなどのバンドにも所属していた。創作と表現が生きがいでありバンド以外にもVOCALOID クリエイター,プロデューサー,キャラクター作家などとして幅広く活動中。リスペクトする人はジョン・レノン、リッチー・ブラックモア、楳図かずおなど。特徴：物事に凝りだすと止まらない（DON’T STOP ME）
楓
ギター
ギターを抱えたBad Boy! 数多くのヴィジュアル系バンドを経て、2000年にZeiluna nodesを旗揚げ、しかしわずか2年で解散した。その間にLucifer、聖シビリア騎士団、Genomeなどに加わる。中でもzeiluna nodesの復活をして欲しいとの声が多くあり、度々集まり今では結成14年を迎えた。そして今、楓はNAKED SPYのステージで暴れている。影響を受けたギタリストSUGIZO、スラッシュ。
Aniki
ギター
とにもかくにも変形ギターが大好き。たまに7弦ギターも。アコースティックユニット、アニソン、メタルと幅広いジャンルを好み、様々なバンドやサポート活動を行う。2022年4月より加入。今後、ステージ形相は変わる可能性が。ステージングのモットーは「派手なビジュアル」「派手なプレイ」。影響を受けたギタリストは、マイケル・シェンカー、橘高文彦。
Luca Stegmayer
ベース
キッカケは幼なじみ。Mr.Childrenみたいになろう!と一緒にバンドを始める。ギターをやりたかったのだが、ベースをやりたい人がおらず、ベースを弾くことになる。バンドを始める前はCDを聴きながら、近所の人にアーティスト本人が来ていると思わせる為に、拍手をしたり、「有難うございました!」と大声で叫んだりしていた。暫くして、Hi-STANDARDの影響で、吉祥寺にてパンクバンドのベースボーカルとして活動を始める。同時に川本真琴の影響により、シンガーソングライターとしても四谷等でライブを行う。※影響されやすい...暫くして、急に曲が書けなくなり、バンドを解散。人の後ろで演奏する事により、刺激を得ようとするも、30000年経過した今もオリジナル曲は書けていない..影響されたアーティスト（CHAGE and ASKA、サザンオールスターズ、はっぴいえんど...さっきの無いんかい!）
渕脇健司[Ken2]
ドラム
148cm位の頃からバンドを始め、176.5になった現在に至る。80'sHRに目覚め、ハードロック、ロックンロール等をやって来たらしい。Zipangではホワイトスネイク、デイヴィッド・リー・ロス等のエンジニアをやっている、スタン片山の元でRecをしました。これまでの主なバンドを挙げると、Zipang、SPEED SLAVES、AION、VOLCANO等GOLD ROCKSでは、44MAGNUMのJIMMYと共に、ステージを楽しんでいた。アル・パチーノ、北野武、さまぁ〜ず、レインボー、ヴァン・ヘイレン、セッツァー等。
yuri
サポートキーボード
2019年6月1日よりFATE GEARのキーボード、yuriがサポートメンバーとして参加。

## 概要
日本のヴィジュアルメタルバンドである。
ヴィジュアルメタルとはヴィジュアル系（V系）とメタル（METAL）が組み合わさった様なものでよくある素顔で演奏するメタルバンドと違い、メイクをし、ヴィジュアル的に衣装なども派手にして見た目のインパクトを重視したものである。ヴィジュアルメタルという表現をしだしたのはNAKED SPYあたりからである。ベテランバンド「VATHOKIJA」（バソキヤ））のリーダーでヴォーカリストのKEN石川が主体となって2010年に立ち上げたバンドである。
元々、パンクメタルバンド「VATHOKIJA」のボーカリストKEN石川のソロプロジェクトとして動き出したが、正式メンバーが加入してバンドとしての活動に移行していった。

## 略歴
2010年
KEN石川ソロプロジェクトとして活動開始。
2011年
メンバーを集めソロプロジェクトから「NAKED SPY」としてバンドに進化する。その時のメンバーはVo. KEN石川、Gr. 狂介(ex.VAMPIRE PLEDGE)、Gr. ツカーサ(VAMPIRE PLEDGE)、Ba. NABE(VATHOKIJA,Rie a.k.a.Suzaku)、Dr. ATS(THE BRAINCASE)の5名。
- 8月6日、GargoyleのKIBA率いる夷狄と対バンでNAKED SPYとしてのファーストライブを行う。
- 10月9日、元XのTaijiのバンドTaiji With HeavensのギタリストHALが立ち上げたEastern Glory Recordsに所属。

2012年
- 3月30日、Eastern Glory Records初のオムニバスアルバム『The Unconsumables』をリリース。NAKED SPYは2曲収録される。
- 4月1日、『The Unconsumables』発売記念ライブを行う。また、この日にBASSのNABEが脱退し、新BASSに魅咲(SMOKY FLAVOR、毒々モンスター)が加入。
- 6月10日、目黒鹿鳴館にて『～鹿鳴館+KEN石川 PRESENTS～ METAL&VISUAL SHOCK 大作戦!』を開催。
- 10月23日、屍忌蛇(VOLCANO,VATHOKIJA,ex.Gargoyle,ANIMETAL)をゲストに迎えファーストフルアルバム『SOGEKI』をリリース。その中から雑誌「WE ROCK VOL.033」の付録CDに『MESSIAH』が収録される。
- 12月1日、『SOGEKI』のレコ発ライブを吉祥寺クレッシェンドにて行う。

2013年
- 5月11日、『NAKED SPY presents metal&お笑いヒットパレード』を吉祥寺クレッシェンドにて開催。この日を最後にドラムのATSとギターのツカーサが脱退。
- 9月16日、吉祥寺クレッシェンドで行われたライブよりドラムに渕脇健司[Ken2](ex.SPEED SLAVES,Zipang,VOLCANO)が加入。サポートギターはVRAINのRODDYが務める。
- 11月3日、新宿RUIDO K4にて行われたライブよりギターに楓(ex.GENOMe)が加入。

2014年
- 3月21日、吉祥寺クレッシェンドにて行われたライブよりキーボードに匠が加入。

2019年
- 1月18日 Bass.魅咲が脱退、後任にLUCAが加入。
- 6月1日 この日からギターの狂介が脱退。代わりにギターサポートとしてScarlet Valse YOU.が加わる。
- キーボードの匠はパフォーマーとして生まれ変わり、その代わりとしてFATE GEARの yuriがサポートとして加わる。

2020年
- 4月25日、結成10周年記念イベントを四谷アウトブレイクにて開催予定が新型コロナウイルス感染症による緊急事態宣言発令により、中止となる。
- 10月10日、OfficeV主催「V Monster Loud〜prologue〜」にて新宿サムライにて開催。
- 12月13日、OfficeV主催「V Monster Loud Vol1」にて、結成10周年記念ライブを新宿サムライにて開催。